# Aveu et dénombrement
L’aveu et dénombrement est l'information à propos de sa seigneurie  qu'un seigneur doit remettre à l'État, donc l'Intendant, durant la période où la Nouvelle-France était considérée province française. Une large majorité des aveux et dénombrements sont concentrés sur trois années, de 1723 à 1725. L'aveu correspond aux preuves que le seigneur est bien titulaire de son fief. Le dénombrement est la description détaillée et standardisée des caractéristiques de la seigneurie. Ces informations incluent la superficie de chaque propriété, le nom de son propriétaire, le nombre et la nature des bâtiments, et la mise en valeur des terres cultivables, ainsi que des informations fiscales.